# F-01K
arrows NX F-01K（アローズ エヌエックス エフ ゼロイチ ケイ）は、富士通コネクテッドテクノロジーズから発売された、NTTドコモの第3.9世代移動通信システム（Xi）と第3世代移動通信システム（FOMA）のデュアルモード端末で、ドコモ スマートフォン（spモード）の一つである。
2017年12月8日に発売。

## 概要
Androidスマートフォンで、F-01J以来1年ぶりのハイエンドモデル端末。
富士通コネクテッドテクノロジーズが、富士通本体から身売りされる前に発売された最後の機種である。
なお、今機種を最後に約2年半、F-51Aまで、ハイエンドモデルの発売が絶たれることとなる。

## 特徴
ワンセグ・フルセグ対応。
赤外線は非対応。

## 備考
生産終了しており、2022年9月末まで修理受付を行う。
2020年春モデルから、5G機種はA-5BC、4G機種はA-4BCで付番される(Aにはメーカー、Bには設計順、Cには年式がそれぞれ入る)ため、この機種が2008年改定規則で付番された最後の富士通製ハイエンドモデルスマートフォンである。